# Contre-la-montre féminin aux championnats d'Europe de cyclisme sur route 2020
Le contre-la-montre féminin des championnats d'Europe de cyclisme sur route 2020 a lieu le 24 août 2020 à Plouay, en France. Il est remporté par la Néerlandaise Anna van der Breggen.

## Récit de la course
Anna van der Breggen négocie au mieux les côtes roulantes du circuit pour s'imposer avec trente-et-une secondes d'avance sur la championne en titre Ellen van Dijk et près d'une minute d'avance sur Marlen Reusser.

## Classement
| \| Classement général \| Classement général \| Classement général \| Classement général \| Classement général \| \| Coureur \| Coureur \| Pays \| Équipe \| Temps \| \| ------------------ \| -------------------- \| ------------------ \| ------------------ \| ------------------ \| \| 1re \| Anna van der Breggen \| Pays-Bas \| Pays-Bas \| 34 min 03 s \| \| 2e \| Ellen van Dijk \| Pays-Bas \| Pays-Bas \| + 31 s \| \| 3e \| Marlen Reusser \| Suisse \| Suisse \| + 59 s \| \| 4e \| Lisa Brennauer \| Allemagne \| Allemagne \| + 1 min 14 s \| \| 5e \| Vittoria Bussi \| Italie \| Italie \| + 1 min 33 s \| \| 6e \| Juliette Labous \| France \| France \| + 1 min 44 s \| \| 7e \| Anna Plichta \| Pologne \| Pologne \| + 1 min 44 s \| \| 8e \| Alena Amialiusik \| Biélorussie \| Biélorussie \| + 1 min 46 s \| \| 9e \| Lisa Klein \| Allemagne \| Allemagne \| + 1 min 49 s \| \| 10e \| Audrey Cordon-Ragot \| France \| France \| + 2 min 09 s \| |                      |             |             |              |
| |                      |             |             |              |
| Source : Cycling Quotient |                      |             |             |              |
| Classement général |                      |             |             |              |
| Coureur | Coureur              | Pays        | Équipe      | Temps        |
| 1re | Anna van der Breggen | Pays-Bas    | Pays-Bas    | 34 min 03 s  |
| 2e | Ellen van Dijk       | Pays-Bas    | Pays-Bas    | + 31 s       |
| 3e | Marlen Reusser       | Suisse      | Suisse      | + 59 s       |
| 4e | Lisa Brennauer       | Allemagne   | Allemagne   | + 1 min 14 s |
| 5e | Vittoria Bussi       | Italie      | Italie      | + 1 min 33 s |
| 6e | Juliette Labous      | France      | France      | + 1 min 44 s |
| 7e | Anna Plichta         | Pologne     | Pologne     | + 1 min 44 s |
| 8e | Alena Amialiusik     | Biélorussie | Biélorussie | + 1 min 46 s |
| 9e | Lisa Klein           | Allemagne   | Allemagne   | + 1 min 49 s |
| 10e | Audrey Cordon-Ragot  | France      | France      | + 2 min 09 s |